# Top 100 Jaaroverzicht 2024 (Nederlandse Top 40)
Dit is een lijst van het top 100 jaaroverzicht van 2024 van de Nederlandse Top 40.
|     | Artiest                                      | Nummer                                | Aantal Punten |
| --- | -------------------------------------------- | ------------------------------------- | ------------- |
| 1   | Shaboozey                                    | A Bar Song (Tipsy)                    | 1034          |
| 2   | Cyril                                        | Stumblin' In                          | 886           |
| 3   | Yves Berendse                                | Terug in de tijd                      | 884           |
| 4   | Dasha                                        | Austin                                | 811           |
| 5   | Alex Warren                                  | Carry You Home                        | 790           |
| 6   | Disturbed, Cyril                             | The Sound of Silence - Cyril Remix    | 745           |
| 7   | Myles Smith                                  | Stargazing                            | 739           |
| 8   | Teddy Swims                                  | The Door                              | 729           |
| 9   | Lady Gaga, Bruno Mars                        | Die with a Smile                      | 725           |
| 10  | Sabrina Carpenter                            | Espresso                              | 717           |
| 11  | Noah Kahan                                   | Stick Season                          | 707           |
| 12  | Billie Eilish                                | Birds of a Feather                    | 701           |
| 13  | Post Malone, Morgan Wallen                   | I Had Some Help                       | 697           |
| 14  | Benson Boone                                 | Beautiful Things                      | 694           |
| 15  | Mark Ambor                                   | Belong Together                       | 676           |
| 16  | Lost Frequencies, Tom Odell                  | Black Friday                          | 624           |
| 17  | Marshmello, Kane Brown                       | Miles On It                           | 609           |
| 18  | Ofenbach, Norma Jean Martine                 | Overdrive                             | 592           |
| 19  | Beyoncé                                      | Texas Hold 'Em                        | 578           |
| 20  | Joost                                        | Europapa                              | 558           |
| 21  | Sabrina Carpenter                            | Taste                                 | 545           |
| 22  | Dua Lipa                                     | Training Season                       | 543           |
| 23  | David Guetta, OneRepublic                    | I Don't Wanna Wait                    | 538           |
| 24  | Adam Port, Stryv, Malachiii                  | Move                                  | 526           |
| 25  | Dua Lipa                                     | Houdini                               | 518           |
| 26  | Roxy Dekker                                  | Sugardaddy                            | 506           |
| 27  | Tiësto, Bastille                             | Head Down                             | 500           |
| 28  | David Guetta, Kim Petras                     | When We Were Young (The Logical Song) | 484           |
| 29  | Coldplay, Little Simz, Burna Boy             | We Pray                               | 481           |
| 30  | Hannah Mae, Maksim                           | Ik wil dat je liegt                   | 474           |
| 31  | Teddy Swims                                  | Bad Dreams                            | 465           |
| 32  | Flemming, Zoë Tauran, Ronnie Flex            | Alles op gevoel                       | 462           |
| 33  | Rondé                                        | Undecided                             | 459           |
| 34  | Zerb, Sofiya Nzau                            | Mwaki                                 | 441           |
| 35  | Alex Warren                                  | Before You Leave Me                   | 439           |
| 36  | Kris Kross Amsterdam, Inna                   | Queen of My Castle                    | 425           |
| 37  | Karol G                                      | Si Antes Te Hubiera Conocido          | 410           |
| 38  | Coldplay                                     | Feels Like I'm Falling in Love        | 403           |
| 39  | Hugel, Topic, Arash, Daecolm                 | I Adore You                           | 395           |
| 40  | Roxy Dekker, Ronnie Flex                     | Gaan we weg?                          | 386           |
| 41  | Son Mieux                                    | Tonight                               | 378           |
| 42  | Armin van Buuren, Chef'Special               | Larger Than Life                      | 378           |
| 43  | Mark Ambor                                   | Good to Be                            | 368           |
| 44  | Douwe Bob                                    | Nothing To Lose                       | 365           |
| 45  | Eminem                                       | Houdini                               | 361           |
| 46  | Hannah Mae                                   | Waterdicht                            | 351           |
| 47  | Loreen                                       | Is It Love                            | 347           |
| 48  | Robert van Hemert                            | Zoet zout zuur                        | 346           |
| 49  | Jaxomy, Agatino Romero, Raffaella Carrà      | Pedro                                 | 344           |
| 50  | Teddy Swims                                  | Lose Control                          | 342           |
| 51  | Meau                                         | Stukje van mij                        | 318           |
| 52  | Clean Bandit, Anne-Marie, David Guetta       | Cry Baby                              | 318           |
| 53  | DI-RECT                                      | My Blood                              | 314           |
| 54  | Tate McRae                                   | Greedy                                | 299           |
| 55  | Kygo, Ava Max                                | Whatever                              | 294           |
| 56  | Frenna                                       | Pretty Girls                          | 291           |
| 57  | Yves Berendse, Emma Heesters                 | Alleen met jou                        | 289           |
| 58  | Chef'Special                                 | Speed of Light                        | 287           |
| 59  | Mr. Belt & Wezol                             | It's Not Right but It's Okay          | 286           |
| 60  | Martin Garrix, Carolina Liar                 | Smile                                 | 286           |
| 61  | Dimitri Vegas & Like Mike, Tiësto, W&W, Dido | Thank You - Not So Bad                | 274           |
| 62  | Emma Heesters, Rolf Sanchez                  | Contigo                               | 273           |
| 63  | Dua Lipa                                     | Illusion                              | 270           |
| 64  | Alesso, Nate Smith                           | I Like It                             | 261           |
| 65  | Kris Kross Amsterdam, Sera, Conor Maynard    | Stay (Never Leave)                    | 260           |
| 66  | Dean Lewis                                   | Trust Me Mate                         | 256           |
| 67  | Sam Feldt, Jvke, Anitta                      | Mi Amor                               | 256           |
| 68  | Myles Smith                                  | Wait for You                          | 255           |
| 69  | David Guetta, Alesso, Madison Love           | Never Going Home Tonight              | 252           |
| 70  | Ariana Grande                                | Yes, And?                             | 244           |
| 71  | The Weeknd                                   | Dancing in the Flames                 | 242           |
| 72  | Bankzitters, Roxy Dekker                     | Huisfeestje                           | 240           |
| 73  | Benson Boone                                 | Slow It Down                          | 237           |
| 74  | Tino Martin, Anouk                           | Voor je 't weet                       | 236           |
| 75  | Gracie Abrams                                | That's So True                        | 233           |
| 76  | Sabrina Carpenter                            | Please Please Please                  | 226           |
| 77  | Luna                                         | Dat is het leven                      | 214           |
| 78  | Rosé, Bruno Mars                             | Apt.                                  | 213           |
| 79  | Taylor Swift                                 | Cruel Summer                          | 213           |
| 80  | Gracie Abrams                                | I Love You, I'm Sorry                 | 213           |
| 81  | Pommelien Thijs, Meau                        | Het midden                            | 212           |
| 82  | P!nk                                         | All Out of Fight                      | 209           |
| 83  | Antoon                                       | Blindelings                           | 200           |
| 84  | Flemming, Boef                               | Champions League                      | 199           |
| 85  | Donnie, Marco Schuitmaker                    | Hier mag alles                        | 199           |
| 86  | Claude                                       | Écoutez-moi                           | 191           |
| 87  | Meduza, OneRepublic, Leony                   | Fire                                  | 191           |
| 88  | Bl3ss, CamrinWatsin, Bbyclose                | Kisses                                | 187           |
| 89  | La Fuente                                    | Ratata                                | 184           |
| 90  | Artemas                                      | I Like the Way You Kiss Me            | 182           |
| 91  | Alex Warren                                  | Burning Down                          | 172           |
| 92  | Gigi Perez                                   | Sailor Song                           | 172           |
| 93  | Froukje, S10                                 | Ik haat hem voor jou                  | 166           |
| 94  | Roxy Dekker                                  | Satisfyer                             | 154           |
| 95  | Anne-Marie, Shania Twain                     | Unhealthy                             | 147           |
| 96  | Morgan Wallen                                | Love Somebody                         | 145           |
| 97  | Shawn Mendes                                 | Why Why Why                           | 135           |
| 98  | Noano, Ronnie Flex                           | Damage                                | 132           |
| 99  | Hozier                                       | Too Sweet                             | 131           |
| 100 | Davina Michelle                              | I Won't Let Go                        | 129           |